# Hans von Kleist (Generalmajor)

Generalmajor von Kleist

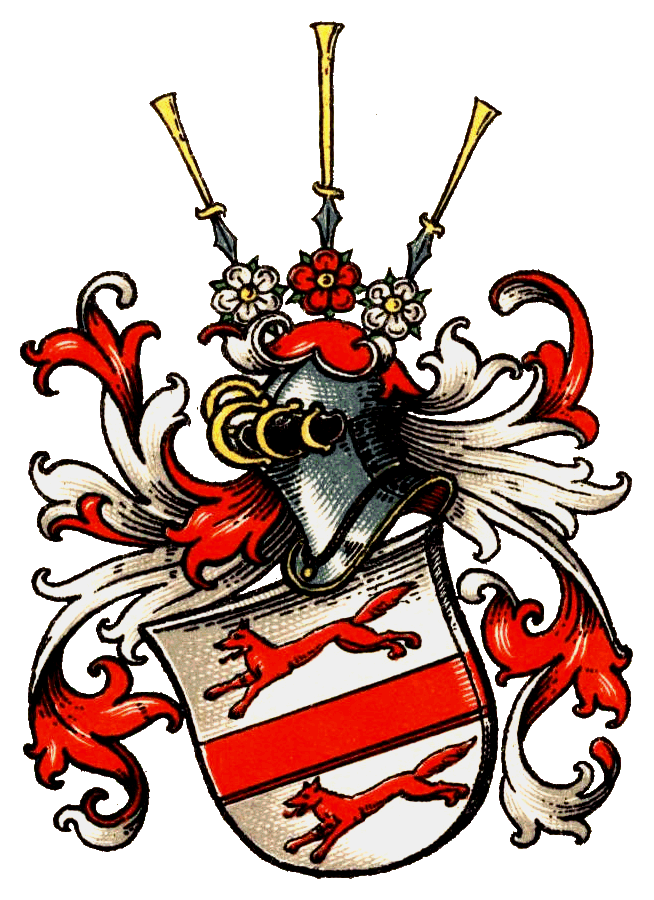
Wappen derer von Kleist

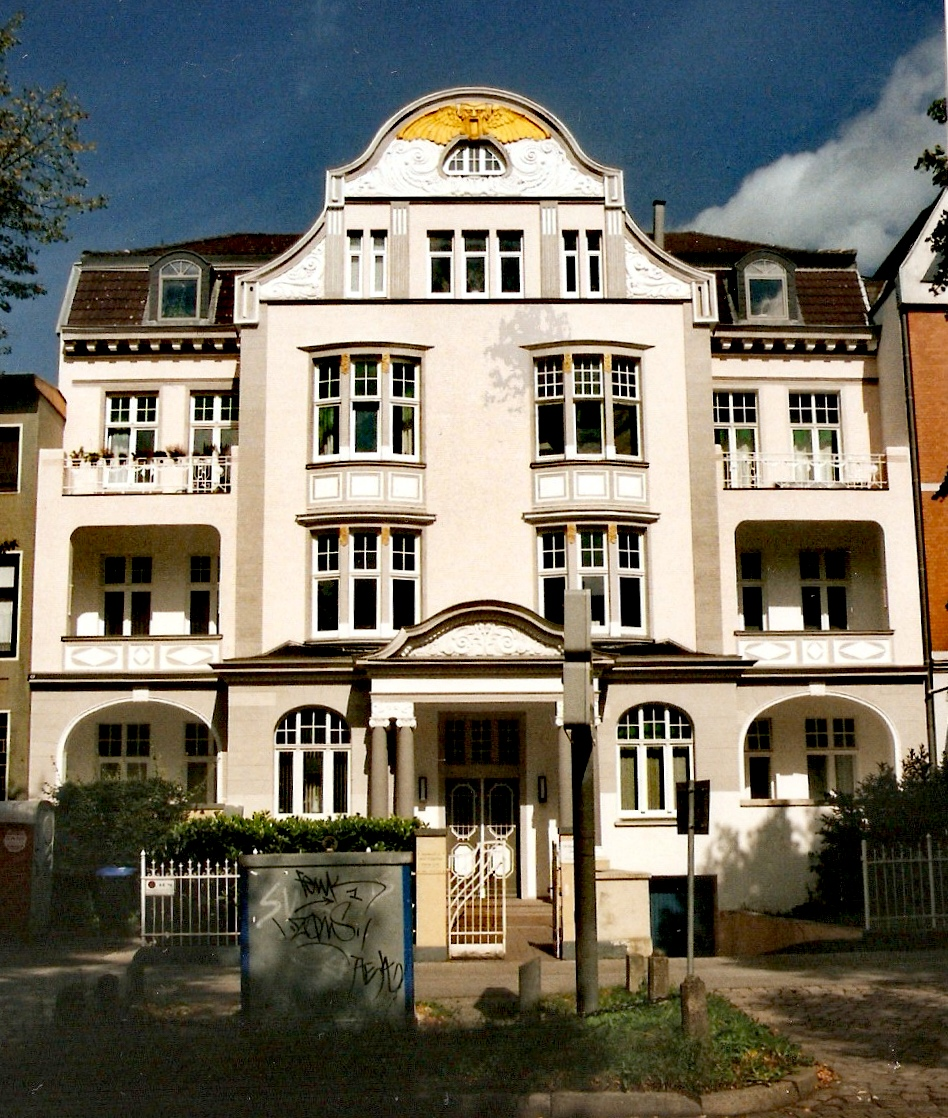
Alterswohnsitz in Lübeck

Hans Dönniges Carl Albrecht Friedrich Nicolaus Adolph Erdmann von Kleist (* 10. März 1854  in Dubbertech, Kreis Fürstenthum; † 31. August 1927 in Lübeck) war ein preußischer Generalmajor.

## Leben

### Herkunft
Er entstammte dem pommerschen uradeligen Geschlecht von Kleist und gehörte zum Zweig Wendisch-Tychow der Linie Tychow-Dubberow, die am 27. August 1869 in den preußischen Grafenstand (Primogenitur) erhoben wurden. Hans war der zweite Sohn des Grafen Ewald von Kleist auf Wendisch-Tychow (1821–1892), preußischer Kammerherr und Vizeobermundschenk, und dessen Ehefrau Anna von Kleist (1826–1892).
Als zweiter Sohn eines Primogenitur-Grafen konnte er weder den Grafentitel noch das väterliche Stammgut erben.

### Militärlaufbahn
Kleist trat in das Ulanen-Regiment „Kaiser Alexander von Russland“ (1. Brandenburgisches) Nr. 3 der Preußischen Armee in Fürstenwalde ein und wurde am 14. August 1875 zum Sekondeleutnant. Am 11. Dezember 1877 trat er zur Reserve über, widmete sich der Pferdezucht und wurde bald ein bekannter Fachmann. Er bewirtschaftete zunächst das Gut Zolondowo, welches er jedoch im Jahre 1886 verkaufte, nahe Bromberg. 1890 wurde er als Premierleutnant in der 1. Eskadron im Ulanen-Regiment „Graf zu Dohna“ (Ostpreußisches) Nr. 8 in Lyck wieder als aktiver Offizier angestellt. Am 12. September 1895 folgte dort unter Beförderung zum Rittmeister seine Ernennung zum Eskadronchef. In dieser Stellung erhielt Kleist im Oktober 1896 den Orden der Eisernen Krone III. Klasse. 1898 schied er erneut aus dem aktiven Dienst und kaufte im Jahre 1900 in Nordamerika Remonten für das Deutsche Ostasiatische Expeditionskorps. Als Experte für Pferde war er fortan im Remontierungswesen tätig. Unter Stellung à la suite seines Regiments und Beförderung zum Major wurde er am 22. April 1902 zur Dienstleistung bei der 5. Remontierungs-Kommission in Hannover kommandiert und zum Vorsitzenden ernannt. Als Ansprechpartner und Vertrauter der Züchter in Hannover und Schleswig-Holstein hatte er großen Einfluss auf die Heranbildung der heutigen Hannoveraner. Dieses galt zu jener Zeit als eines der besten Aufzuchtgebiete.
Kleist avancierte zum Oberstleutnant und wurde am 7. Juli 1913 als Inspekteur der Militär-Veterinär-Kommission nach Berlin versetzt und in dieser Stellung am 17. Februar 1914 zum Oberst befördert.
Mit Ausbruch des Ersten Weltkriegs verwendete man ihn dann als Inspekteur der Ersatz-Eskadron des V. Armee-Korps in Münster. Zudem fungierte er als Inspekteur der Militär-Veterinär-Inspektion in Berlin. Am 22. März 1917 erhielt Kleist zu seinem Abschied den Charakter als Generalmajor sowie im Mai 1917 für seine Verdienste den Kronenorden II. Klasse.
Nach dem Krieg wurde die Freie und Hansestadt Lübeck zu seinem Alterswohnsitz.

### Familie
Kleist war seit dem 31. März 1879 mit Agnes Strousberg (1856–1944), Tochter des Eisenbahnunternehmers Bethel Henry Strousberg, verheiratet.
Aus der Ehe gingen folgende Kinder hervor:
- Curt (1880–1968) ⚭ 1920 Anita Freiin von Puttkamer (verw. Douglas) (* 1885)
- Hedwig (1882–1966) ⚭ 1915 Wolfgang von Stephani
- Fritz (1894–1915), gefallen
- Asta (1899–1962) ⚭ Wilhelm Vermehren
- Wolf
- Hermann

Nach Kleists Tod verließ seine Frau die Stadt und verstarb 1944 in Stolp/Pommern.

## Auszeichnungen
- Roter Adlerorden IV. Klasse[9]
- Preußisches Dienstauszeichnungskreuz[9]
- Ehrenoffizierskreuz des Oldenburgischen Haus- und Verdienstordens des Herzogs Peter Friedrich Ludwig[9]